# چومی
خوان برانداریز موویلا معروف به چومی (انگلیسی: Chumi؛ زادهٔ ۲ مارس ۱۹۹۹) بازیکن فوتبال اهل اسپانیا است که به عنوان مدافع میانی تیم باشگاه فوتبال آلمریا بازی می کند.
وی در تیم‌های ملی فوتبال زیر ۱۷ سال اسپانیا، و زیر ۲۰ سال اسپانیا بازی کرده‌است.